# الکساندر فئودوروف (واترپلو)
الکساندر فئودوروف (روسی: Александр Серге́евич Фёдоров؛ زادهٔ ۲۶ ژانویهٔ ۱۹۸۱) بازیکن واترپلو اهل روسیه-قزاقستان است.